# Savasse
Savasse är en kommun i departementet Drôme i regionen Auvergne-Rhône-Alpes i sydöstra Frankrike. Kommunen ligger i kantonen Marsanne som tillhör arrondissementet Nyons. År 2022 hade Savasse 1 630 invånare.

## Befolkningsutveckling
Antalet invånare i kommunen Savasse
Referens:INSEE